# La Grande Peur des bien-pensants
La Grande Peur des bien-pensants est un essai publié par Georges Bernanos en 1931. C'est un texte de soutien à Édouard Drumont et à son œuvre majeure La France juive.

## Historique de l'œuvre
La Grande Peur des bien-pensants rassemble pour partie des textes publiés entre 1929 et 1931, certains par écrit dans les instances de l'Action française, d'autres sous forme de conférence. Ces articles et conférences sont :
| Titre de l'article ou de la conférence                          | Date                           |
| --------------------------------------------------------------- | ------------------------------ |
| « Un clerc qui n’a pas trahi : Édouard Drumont »                | 25 février 1929                |
| « Une victoire muette »                                         | 9 avril 1929                   |
| « Édouard Drumont »                                             | 28 mai 1929                    |
| « Hommage au marquis de Morès »                                 | 1er juin 1929                  |
| « Discours aux étudiants d’Action française »                   | 11 décembre 1929               |
| « La Commune »                                                  | 28 février 1930                |
| « Le Gouvernement de l’ordre moral ou la restauration manquée » | juin-juillet 1930              |
| « La Jeunesse d’Édouard Drumont » »                             | ?                              |
| « Le Temps d’Édouard Drumont »                                  | 15 décembre 1930               |
| « Un duel »                                                     | 23 octobre 1930                |
| « Le Témoin de la race »                                        | 4 janvier 1931                 |
| « Un témoin de la race. Conclusion »                            | janvier 1930 puis février 1931 |

Ces textes ne sont pas toujours repris tels quels dans l'ouvrage de 1931, mais parfois retravaillés pour s'adapter au format d’un livre.

## Contenu
La Grande Peur des bien-pensants est un panégyrique d'Édouard Drumont, où Bernanos attaque violemment l'adversaire récurrent de Drumont, Georges Clemenceau.

## Réception et critiques
Ce premier essai de Bernanos, où il se réclame ouvertement d'un engagement auprès de l'Action française et de Charles Maurras notamment, est souvent opposé à son œuvre postérieure, en particulier Les Grands Cimetières sous la lune, où il s'affirme anti-franquiste, et Le Chemin de la Croix-des-âmes, où il s'oppose frontalement à Philippe Pétain et à la Collaboration.
Le titre de l'essai est parfois repris, notamment au cours des années 2000, comme analyse de la politique française, par exemple de l'élection présidentielle de 2007 ou du mouvement des Gilets jaunes.

## Éditions
- La Grande Peur des bien-pensants, Grasset, 1931
- La Grande Peur des bien-pensants, Le Livre de Poche, 1969, réédité en 1998
- La Grande Peur des bien-pensants, Kontre Kulture, 2022
- La Grande Peur des bien-pensants, La République des Lettres, 2023